# Campeonato Mundial de Esgrima de 1990
El LIII Campeonato Mundial de Esgrima se celebró en Lyon (Francia) entre el 8 y el 16 de julio de 1990 bajo la organización de la Federación Internacional de Esgrima (FIE) y la Federación Francesa de Esgrima.

## Medallistas

### Masculino
| Evento              | Oro                                                                                             | Plata                                                                                            | Bronce                                                                                        |
| ------------------- | ----------------------------------------------------------------------------------------------- | ------------------------------------------------------------------------------------------------ | --------------------------------------------------------------------------------------------- |
| Florete individual  | Philippe Omnès Francia                                                                          | Andrea Borella · Italia                                                                          | Dmitri Shevchenko URSS                                                                        |
| Florete por equipos | Andrea Borella · Alessandro Puccini · Andrea Cipressa · Federico Cervi · Italia                 | Piotr Kiełpikowski · Ryszard Sobczak · Leszek Bandach · Adam Krzesiński · Cezary Siess · Polonia | Alexandr Romankov Dmitri Shevchenko Serguei Golubitski Vladimer Aptsiauri Boris Koretski URSS |
| Espada individual   | Thomas Gerull RFA                                                                               | Angelo Mazzoni · Italia                                                                          | Arnd Schmitt RFA                                                                              |
| Espada por equipos  | Angelo Mazzoni · Sandro Cuomo · Maurizio Randazzo · Sandro Resegotti · Stefano Pantano · Italia | Olivier Lenglet Éric Srecki Jean-Michel Henry Philippe Riboud Francia                            | Pavel Kolobkov Vitali Agueyev Andrei Shuvalov Mijail Tishko Kaido Kaaberma URSS               |
| Sable individual    | György Nébald · Hungría                                                                         | Gueorgui Pogosov URSS                                                                            | Antonio Terenzi · Italia                                                                      |
| Sable por equipos   | Gueorgui Pogosov Grigori Kiriyenko Serguei Mindirgasov Andrei Alshan Samir Ibraguimov URSS      | György Nébald · Bence Szabó · Imre Bujdosó · Csaba Köves · László Csongrádi · Hungría            | Felix Becker Jürgen Nolte Jörg Kempenich Ulrich Eifler Frank Bleckmann RFA                    |

### Femenino
| Evento              | Oro                                                                                 | Plata                                                                                       | Bronce                                                                                        |
| ------------------- | ----------------------------------------------------------------------------------- | ------------------------------------------------------------------------------------------- | --------------------------------------------------------------------------------------------- |
| Florete individual  | Anja Fichtel RFA                                                                    | Giovanna Trillini · Italia                                                                  | Olga Velichko URSS                                                                            |
| Florete por equipos | Lucia Traversa · Dorina Vaccaroni · Margherita Zalaffi · Giovanna Trillini · Italia | Yelena Grishina Tatiana Sadovskaya Olga Sidorova Olga Velichko Viktoriya Kozlova URSS       | E Jie Liang Jun Sun Hongyun Xiao Aihua China                                                  |
| Espada individual   | Taymi Chappé · Cuba                                                                 | Diana Eöri · Hungría                                                                        | Mariya Mazina URSS                                                                            |
| Espada por equipos  | Eva-Maria Ittner Sabine Krapf Renate Riebandt-Kaspar Monika Ritz Ute Schäper RFA    | Diana Eöri · Mariann Horváth · Gyöngyi Szalay · Zsuzsanna Szőcs · Marina Várkonyi · Hungría | Saba Amendolara · Alessandra Anglesio · Laura Chiesa · Annalisa Coltorti · Elisa Uga · Italia |

## Medallero
| Núm. | País    | Oro | Plata | Bronce | Total |
| ---- | ------- | --- | ----- | ------ | ----- |
| 1    | Italia  | 3   | 3     | 2      | 8     |
| 2    | RFA     | 3   | 0     | 2      | 5     |
| 3    | Hungría | 1   | 3     | 0      | 4     |
| 4    | URSS    | 1   | 2     | 5      | 8     |
| 5    | Francia | 1   | 1     | 0      | 2     |
| 6    | Cuba    | 1   | 0     | 0      | 1     |
| 7    | Polonia | 0   | 1     | 0      | 1     |
| 8    | China   | 0   | 0     | 1      | 1     |
|      | TOTAL   | 10  | 10    | 10     | 30    |